# Jester Naefe
Jester Helene Naefe (Vienna, 12 settembre 1924 – Geretsried, 6 luglio 1967) è stata un'attrice austriaca, attiva soprattutto nel cinema tedesco tra la fine degli anni quaranta e gli anni cinquanta. Per la sua avvenenza fu soprannominata dalla stampa tedesca come la "Marilyn Monroe tedesca".

## Biografia
Nata in Austria, suo padre, Herbert Naefe era un camionista. All'età di 16 anni si trasferì a Berlino per seguire le lezioni di recitazione presso la Scuola Teatrale Ackermann, facendo molto presto il suo esordio teatrale al Breslauer Schauspielhaus di Breslavia ed in seguito all'Intimen Theater di Amburgo.
Nel 1948 il regista e produttore tedesco Rolf Meyer, dopo averla scoperta, la scritturò per interpretare la sua prima pellicola, il cortometraggio Sie sind nicht gemeint, al fianco di Erik Ode, per la regia di Answald Krüger. Seguì subito dopo un ruolo secondario nella commedia Diese nacht vergess ich nie (1949) di Johannes Meyer, con Gustav Fröhlich e Winnie Markus.
Nel 1949 l'attrice conobbe l'imprenditore ungherese Alfred Tauszky, che sposerà poco dopo, trasferendosi ad Amburgo. La relazione fu però molto burrascosa e travagliata, nonostante l'attrice si fosse ritirata dalle scene proprio per dedicarsi alla vita familiare, soprattutto dopo la nascita della prima figlia, Vivian, il 21 luglio 1950, che diventerà successivamente una celebre regista. Nel 1951 l'attrice fu costretta a lasciare la Germania per seguire suo marito in fuga, a causa di una incriminazione per evasione fiscale, e la famiglia si trasferì a Roma, in Italia.
Nel 1953, nonostante la nascita di una seconda figlia, Silvia, Tauszky abbandonò la famiglia e fuggì a Caracas in Venezuela. L'attrice tornò in Germania con le figlie, prima nella sua Amburgo e poi a Monaco di Baviera, e riprese la carriera di interprete cinematografica.
Nel 1954 interpretò la pellicola Die Kleine Stadt will schlafen gehen di Hans H. König, con Gustav Fröhlich, Helen Vita e Gert Fröbe, cui seguiranno altri dodici film nei successivi tre anni, tra i quali Condannata a morte di Georg Wilhelm Pabst, al fianco di Elisabeth Mueller, Curd Jürgens e Arno Ebert, Stella di Rio (1955) di Kurt Neumann, con Maria Frau e Folco Lulli, e la sua interpretazione più famosa, nella trasposizione cinematografica dell'operetta Il congresso si diverte (1955) di Franz Antel, remake dell'omonima pellicola' diretta nel 1931 da Erik Charell.
Nel 1956 ottenne il divorzio dal marito. Un anno dopo, nel 1957, durante le riprese della pellicola di produzione jugoslavo-tedesca La ragazza della salina, con un giovane Marcello Mastroianni e Isabelle Corey, girate a Portorose, Jugoslavia, l'attrice ebbe un incidente durante una scena di lotta con l'attrice francese su alcuni scogli, e batté violentemente la testa. I postumi di questo infortunio si riveleranno fatali per la carriera dell'attrice, che iniziò a soffrire di continui e violenti mal di testa e di paralisi temporanee. L'attrice riuscì a terminare la pellicola e, agli inizi dell'anno successivo, poiché i malori sembravano scomparsi, si recò negli Stati Uniti per partecipare ad alcune trasmissioni televisive. Durante il suo soggiorno statunitense, ricevette l'ammirazione dell'attore Gregory Peck che la definì una delle donne più belle e affascinanti del mondo.
Di ritorno dal suo soggiorno oltreoceano, l'attrice venne colta nuovamente da malori e, ricoveratasi in una clinica di Monaco, scoprì di essere affetta da sclerosi multipla, e fu costretta così a ritirarsi dal mondo del cinema. Negli anni sessanta, dopo essere stata abbandonata da gran parte delle sue amicizie e aver speso tutto il suo patrimonio nel tentativo di curarsi, si ritirò a Wolfratshausen nella casa di sua madre, che continuò ad accudirla fino alla morte. Nel 1964 la malattia la paralizzò completamente e la rese parzialmente cieca, portandola alla morte a soli 42 anni, il 6 luglio 1967.

## Filmografia
- Diese Nacht vergess ich nie, regia di Johannes Meyer (1948)
- Der Bagnosträfling, regia di Gustav Fröhlich (1949)
- Das Fräulein und der Vagabund, regia di Albert Benitz (1949)
- Wer bist du, den ich liebe?, regia di Géza von Bolváry (1949)
- Das Kreuz am Jägersteig, regia di Hermann Kugelstadt (1954)
- Condannata a morte, regia di Georg Wilhelm Pabst (1954)
- Sonnenschein und Wolkenbruch, regia di Rudolf Nussgruber (1955)
- Die spanische Fliege, regia di Carl Boese (1955)
- Stella di Rio, regia di Kurt Neumann (1955)
- Mamitschka, regia di Rolf Thiele (1955)
- Il congresso si diverte (Der Kongreß tanzt) regia di Franz Antel (1955)
- Ihr Leibregiment, regia di Hans Deppe (1955)
- Die Goldene Brücke, regia di Paul Verhoeven (1956)
- Lumpazivagabundus, regia di Franz Antel (1956)
- La ragazza della salina, regia di Frantisek Cáp (1956)